# Czwarty rząd Poula Schlütera
Czwarty rząd Poula Schlütera – rząd Królestwa Danii istniejący od 18 grudnia 1990 do 25 stycznia 1993. Powstał po wyborach parlamentarnych w 1990. Tworzony był przez Konserwatywną Partię Ludową (K) i liberalne ugrupowanie Venstre (V). Po dymisji premiera Poula Schlütera został zastąpiony przez gabinet Poula Nyrupa Rasmussena.

## Skład rządu
| Funkcja                                | Minister                                                                            | Partia |
| -------------------------------------- | ----------------------------------------------------------------------------------- | ------ |
| Premier                                | Poul Schlüter                                                                       | K      |
| Minister spraw zagranicznych           | Uffe Ellemann-Jensen                                                                | V      |
| Minister finansów                      | Henning Dyremose                                                                    | K      |
| Minister gospodarki                    | Anders Fogh Rasmussen (do 19 listopada 1992) Thor Pedersen (od 19 listopada 1992)   | V      |
| Minister ds. podatków                  | Anders Fogh Rasmussen (do 19 listopada 1992) Peter Brixtofte (od 19 listopada 1992) | V      |
| Minister obrony                        | Knud Enggaard                                                                       | V      |
| Minister współpracy nordyckiej         | Thor Pedersen (do 19 listopada 1992) Knud Enggaard (od 19 listopada 1992)           | V      |
| Minister spraw wewnętrznych            | Thor Pedersen                                                                       | V      |
| Minister edukacji i badań naukowych    | Bertel Haarder                                                                      | V      |
| Minister sprawiedliwości               | Hans Engell                                                                         | K      |
| Minister rolnictwa                     | Laurits Tørnæs                                                                      | V      |
| Minister ds. kościelnych i komunikacji | Torben Rechendorff                                                                  | K      |
| Minister mieszkalnictwa                | Svend Erik Hovmand                                                                  | V      |
| Minister rybołówstwa                   | Kent Kirk                                                                           | K      |
| Minister pracy                         | Knud Erik Kirkegaard                                                                | K      |
| Minister przemysłu i energii           | Anne Birgitte Lundholt                                                              | K      |
| Minister zdrowia                       | Ester Larsen                                                                        | V      |
| Minister transportu                    | Kaj Ikast                                                                           | K      |
| Minister środowiska                    | Per Stig Møller                                                                     | K      |
| Minister spraw społecznych             | Else Winther Andersen                                                               | V      |
| Minister kultury                       | Grethe Rostbøll                                                                     | K      |